# Полет 706 на „Хюз Еъруест“
Полет 706 на „Хюз Еъруест“ е редовен вътрешен пътнически полет от международното летище „Лос Анджелис“, Лос Анджелис, Калифорния, до международното летище „Сиатъл – Такома“, Сиатъл, Вашингтон, Съединените американски щати, с междинни кацания в Солт Лейк Сити, Бойзи, Люистън, Паскоу и Якима, управляван от „Хюз Еъруест“. На 6 юни 1971 г. самолетът „Макдонал Дъглас DC-9-31“, който изпълнява полета, е ударен във въздуха от „Макдоналд Дъглас F-4B Фантом II“ на Корпуса на морската пехота на Съединените щати. Сблъсъкът става над планината Сан Габриел близо до Дуарте и убива всички 49 души на борда на DC-9, както и пилота на F-4. Офицерът на изтребителя катапултира и оцелява.
Разследването на НСБТ определя, че вероятната причина за инцидента е неспособността на двата екипажа да се видят и избегнат един друг, но признава, че шансовете да избегнат сблъсъка, са незначителни. НСБТ се опитва да пресъздаде условията по време на инцидента, за да определи видимостта на изтребителя, и установява, че неговата скорост е над 300 м/с.
Катастрофата принуждава въоръжените сили на Съединените американски щати да се съгласят да намалят броя на военните самолети, които работят по правилата за визуални полети в граждански въздушни коридори, и да изискват военните самолети да се свързват с цивилни ръководители на въздушно движение.